# Phyllophaga terminalis
Phyllophaga terminalis är en skalbaggsart som beskrevs av Saylor 1935. Phyllophaga terminalis ingår i släktet Phyllophaga och familjen Melolonthidae. Inga underarter finns listade i Catalogue of Life.